# Luke Sauder
Luke Sauder (North York, 13 settembre 1970) è un ex sciatore alpino canadese.

## Biografia
Sauder, discesista puro originario di Cambridge, ottenne il primo piazzamento di rilievo in Coppa del Mondo il 10 gennaio 1993 a Garmisch-Partenkirchen (67º); esordì ai Giochi olimpici invernali a Lillehammer 1994, dove si classificò al 27º posto, e ai Campionati mondiali a Sestriere 1997, dove si piazzò 22º. L'anno dopo ai XVIII Giochi olimpici invernali di Nagano 1998, sua ultima presenza olimpica, non completò la prova; il 20 febbraio 1999 ottenne ad Apex l'ultimo podio in Nor-Am Cup (3º).
Ottenne il miglior piazzamento in Coppa del Mondo il 16 dicembre 2000 a Val-d'Isère (10º) e ai successivi Mondiali di Sankt Anton am Arlberg 2001, sua ultima presenza iridata, fu 21º. Prese per l'ultima volta il via in Coppa del Mondo il 3 marzo 2001 a Kvitfjell (39º) e si ritirò al termine della stagione 2002-2003; la sua ultima gara fu un supergigante FIS disputato il 1º marzo a Mont-Sainte-Anne.

## Palmarès

### Coppa del Mondo
- Miglior piazzamento in classifica generale: 62º nel 1997

### Nor-Am Cup
- 1 podio (dati dalla stagione 1994-1995):
  - 1 terzo posto

### Campionati canadesi
- 1 medaglia (dati dalla stagione 1994-1995):
  - 1 argento (discesa libera nel 1997)